# Stradorhynchus terminalis
Stradorhynchus terminalis is een platworm (Platyhelminthes). De worm is tweeslachtig. De soort leeft in het zoute water.
Het geslacht Stradorhynchus, waarin de platworm wordt geplaatst, wordt tot de familie Polycystididae gerekend. De wetenschappelijke naam van de soort werd voor het eerst geldig gepubliceerd in 2006 door Willems, Schockaert & Artois.